# Народный комитет

Флаг Народного комитета Кореи

Народные комитеты (кор. 인민위원회?, 人民委員會?) представляли собой тип преимущественно местных комитетов-правительств, которые появились по всей Корее сразу после окончания Второй мировой войны. Эти комитеты существовали в своей первоначальной форме с августа 1945 по начало 1946 года. К 1948 году эти низовые органы самоуправления стали централизованными на севере и очищенными на юге.

## Формирование и цели
Сразу после окончания Тихоокеанской войны быстрое продвижение советских войск в сочетании с столь же быстрым отступлением с полуострова японских колониальных войск оставило большую часть Кореи практически без правительства . Чтобы восстановить порядок в вакууме власти, а также устранить исторические обиды, многие корейские города организовали свои собственные правительственные советы. Эти советы, которые были сформированы по всей стране, сначала носили разные названия, включая «Комитеты по подготовке к восстановлению государственности» и «Комитеты национальной администрации». Однако к сентябрю 1945 года они стали повсеместно называться «Народными политическими комитетами» (inmin chong’i wiwnhoe), а затем, к октябрю, они стали называться «Народными комитетами». В состав этих советов, некоторые из которых были определены выборщиками, а некоторые нет, входили местные знатные люди и общественные лидеры. Хотя эти народные комитеты были едины по своим специальным характеристикам, они сильно различались по своей специфике в зависимости от своего местоположения. Народные комитеты не были единым национальным движением, и поэтому не существует единой схемы, по которой их можно было бы рассматривать. Однако комитеты в целом имели некоторые общие характеристики. Большинство комитетов пытались отстранить японских или прояпонских коллаборационистов от руководящих постов. Эти комитеты поддерживали рабочих и крестьян, которые коллективно решали вопросы, связанные с их трудом и условиями жизни. Большинство народных комитетов занимались местными вопросами поддержания порядка после освобождения и защиты запасов продовольствия. Большинство народных комитетов также пытались в той или иной степени провести земельную реформу и перераспределение земли. Они захватывали крупные земельные наделы и раздавали их арендаторам или мелким фермерам. Успех ПК в реализации этих политических проектов сильно различался в зависимости от того, где в Корее находились комитеты.

## Масштаб и распространение
Народные комитеты были широко распространены в пост-освободительной Корее. Их можно было найти во всех крупных провинциях, и они сильно различались по размеру и влиянию в зависимости от сообщества, в котором они возникли. Комитеты в небольших городах занимались только местными проблемами, тогда как комитеты в крупных городах могли иметь региональные или национальные амбиции. Сеульский (CPKI) и Пхеньянский народные комитеты, например, имели общенациональное влияние или сформировали семена формирования прочного правительства на Севере соответственно. Напротив, более мелкие комитеты были сосредоточены почти исключительно на местных проблемах и политике, имеющих отношение к сельской местности. Несмотря на меньшую численность населения, Народные комитеты имели непропорционально сильное влияние на севере страны. Это было особенно актуально в северо-восточных провинциях Хамгён, которые имели долгую историю мелких фермеров и местной автономии. Это было особенно распространено в провинции Северный Хамгён, где более пятидесяти процентов крестьян были земледельцами-собственниками. Таким образом, на Севере социальные условия были гораздо лучше приспособлены для расширения прав и возможностей и выживания популярных правительственных групп.
|           | Север и Юг | К югу от 38-й параллели | К северу от 38-й параллели |
| --------- | ---------- | ----------------------- | -------------------------- |
| Городок   | 2,244      | 1,667                   | 564                        |
| Деревня   | 103        | 75                      | 28                         |
| Остров    | 2          | 2                       | 0                          |
| Страна    | 218        | 148                     | 70                         |
| Город     | 21         | 12                      | 9                          |
| Провинция | 14         | 7                       | 7                          |

## Комитеты на Севере

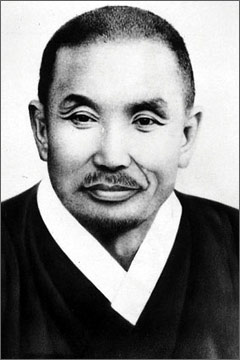
Портрет Чо Мансика в 1947 году.

Народные комитеты к северу от 38-й параллели были пропорционально более многочисленными и влиятельными, чем их коллеги на юге. В демографии Севера было гораздо больше мелких фермеров и землевладельцев, чьи владения были намного меньше, чем у их южных эквивалентов. Это означало, что жители Севера были более восприимчивы, чем жители Юга, к социальной и земельной реорганизации. Действительно, большинство ПК на Севере смогли начать и завершить передел земель ещё до прибытия советских оккупантов. Это резко контрастирует с Югом, где перераспределение земли останется важным вопросом, по крайней мере, до конца 1940-х годов. специальные конфискации.
В июне 1946 года был принят Закон о труде, предусматривающий восьмичасовой рабочий день, стандартизированную шкалу заработной платы, оплачиваемый ежегодный отпуск, права на ведение коллективных переговоров и ликвидацию детского труда на вредных производствах. Закон о равных правах мужчин и женщин, принятый в июле 1946 года, предоставил равные права на участие в политической жизни, экономические возможности, возможности образования, свободу выбора в браке, свободу выбора при разводе, а также объявил вне закона многожёнство и продажу женщин в качестве жён или наложниц.  Основные отрасли промышленности, банки и транспорт (многие из которых принадлежали японским оккупантам) были национализированы
У северных комитетов были принципиально иные отношения, чем у южных, как с оккупационными властями, так и с корейским государством. Чо Мансик, консервативный христианский националист, был лидером Южно-Пхёнаньского комитета. Это был самый важный Народный комитет на Северной Корее, и в дни после освобождения он был самой популярной и влиятельной политической фигурой на Севере. Советы пытались сотрудничать с Чо, но в декабре 1945 года на Московской конференции Советский Союз согласился с предложением США об опеке над Кореей на срок до пяти лет.В политическом спектре корейского общества существовала широко распространённая оппозиция разделу, и почти все левые и консервативные националисты, включая Чо, а также Ким Гу, открыто осудили раздел. Однако проамериканские консерваторы под руководством Ли Сын мана и просоветские коммунисты под руководством Ким Ир Сена уступили давлению со стороны Соединённых Штатов и Советского Союза соответственно. После этого в Северной Корее советские власти поместили Чо под домашний арест, а противники раздела были отстранены от власти и заменены просоветскими корейцами.

## Комитеты на Юге
Южная оккупационная зона изначально была домом, пожалуй, для крупнейшего и наиболее значимого из ПК — Комитета по подготовке независимости Кореи (Chos?n kŏn’guk chunbi wiw?nhoe, CPKI). CPKI была основана Ё Унхёном и другими националистами в Сеуле. Этот комитет стремился стать временным национальным правительством Кореи. В максимальной степени он располагал 145 миротворческими силами (чиандэ), распространявшими своё влияние по всей стране. Эти чиандэ не находились под строгим контролем центра. Они быстро определили приоритетность местных вопросов, таких как обеспечение доступа к продовольствию и поддержание порядка в регионах, к которым они были приписаны. Они не сохраняли контроля со стороны центральных властей КПКИ и постепенно интегрировались в провинциальные ПК. Вскоре после этого сама КПК прекратила своё существование под давлением оккупационных властей.
Народные комитеты к югу от 38-й параллели в 1945 году столкнулись с яростно антикоммунистическими американскими оккупационными силами и зарождающейся Южной системой. Американские оккупационные власти были встревожены явной красной ориентацией ПК в их зоне. Опасения по поводу коммунистического контроля над ПК и постоянная политика непризнания ранее существовавших корейских правительств привели к тому, что оккупационные силы запретили Народные комитеты и объявили их вне закона на всей территории американской оккупационной зоны.